# Jarosław Iwaszkiewicz
Jarosław Leon Iwaszkiewicz (Kalnik, 20 febbraio 1894 – Varsavia, 2 marzo 1980) è stato uno scrittore polacco.

## Biografia
Nasce il 20 febbraio 1894 (secondo il calendario giuliano) a Kalnik in Ucraina, figlio di Bolesław Iwaszkiewicz e Maria Piątkowska. Nel 1909 la famiglia Iwaszkiewicz si trasferisce a Kiev. Durante le visite a Tymoszówka alla tenuta della famiglia Szymanowski, con la quale sua madre è imparentata, il giovane Jarosław inizia a frequentare Karol, suo lontano cugino e futuro compositore, che avrà una grande influenza sulla sua formazione intellettuale. Dopo la maturità ginnasiale, Iwaszkiewicz si iscrive alla facoltà di legge all'università di Kiev.
Il suo debutto letterario avviene nel 1915 con la poesia Lilith, pubblicata sulla rivista "Pióro". Il 29 novembre 1918 prende parte alla prima serata del caffè letterario "Pod Pikadorem" ("Dal Picador") e pubblica sulla rivista "Pro Arte et Studio" alcune poesie. Nel 1919 esce Oktostychy (Ottostici), la sua prima raccolta in volume. Inizia la collaborazione con la rivista di Poznań "Zdrój", dove pubblica, tra l'altro la traduzione delle Illuminazioni di Rimbaud. Nel gennaio del 1920 esce il primo numero della rivista "Skamander", portavoce di un movimento il cui nucleo è formato da Iwaszkiewicz, Antoni Słonimski, Julian Tuwim, Jan Lechoń, Kazimierz Wierzyński. Il gruppo propone una poesia "del giorno presente", una poetica del quotidiano che rifiuti la retorica patriottica e si riappropri di alcuni elementi della tradizione come la metrica tradizionale.
Il 12 settembre 1922 sposa Anna Lilpop e l'anno seguente viene assunto come segretario del presidente del Sejm (la Dieta polacca) Maciej Rataj, presso cui resterà due anni. Nel 1925 compie il primo viaggio a Parigi, dove soggiorna per sei mesi. Il 19 giugno 1926 si tiene la prima del dramma lirico Król Roger (Re Ruggero) composto da Karol Szymanowski su libretto di Iwaszkiewicz. Nello stesso anno entra nella delegazione polacca che partecipa all'incontro di Vienna organizzato dall'Europäische Kulturbund, la Federazione Internazionale delle Unioni Intellettuali creata da Karl-Anton Rohan come veicolo per l'integrazione delle élite intellettuali europee, che si rivelerà in seguito sempre più un veicolo per una propaganda pangermanista da cui Iwaszkiewicz prenderà le distanze e che denuncerà nel 1933 nell'articolo "Mitologia Niemec współczesnych" (La mitologia della Germania contemporanea), pubblicato sulla rivista "Wiadomości Literackie" (Notizie Letterarie), in cui denuncia lo stretto rapporto tra utopia poetica e hitlerismo che contraddistingue gli ambienti letterari tedeschi, come ad esempio il circolo del poeta Stefan George.
Nel 1928 la famiglia Iwaszkiewicz si trasferisce nella tenuta di Podkowa Leśna, poco fuori Varsavia, in un grande villa ribattezzata Stawisko, che durante l'occupazione diventerà un importante punto di riferimento e un rifugio per poeti, artisti e gente comune.
Nel 1932 ottiene il posto di segretario d'ambasciata a Copenaghen, dove si trasferisce con l'intera famiglia per i successivi tre anni. L'anno seguente escono in un volume i racconti che sono considerati tra i suoi capolavori: Panny z Wilka (Le signorine di Wilko) e Brzezina (Il bosco di betulle). Nel 1937 si tiene con successo la prima del dramma Lato w Nohant (Un'estate a Nohant), che narra un episodio della vita di Fryderyk Chopin e George Sand. Durante gli anni della guerra e dell'occupazione Iwaszkiewicz è a Stawisko, dove vengono ospitate decine di persone in fuga dalla capitale, dai bombardamenti e dalle repressioni razziali.
Durante gli anni di guerra artisti, scrittori, semplici civili trovano nella villa rifugio e sostegno materiale. A guerra finita, è eletto nel 1945 presidente dell'Unione degli Scrittori Polacchi, carica che conserverà quasi senza interruzione per tutto il resto della sua vita. Nel 1948 compie numerosi viaggi in Italia, in Francia e in Sudamerica, e presiederà a Breslavia il Congresso Mondiale degli Intellettuali in Difesa della Pace, movimento influenzato dalla propaganda sovietica. Alle Olimpiadi di Londra riceve un premio per il poema Ody olimpijskie (Odi olimpiche). Nel 1949 esce Chopin, importante monografia sul compositore polacco.
Nel 1952 viene eletto al parlamento polacco, carica che ricoprirà per tutta la vita. Le pubblicazioni importanti degli anni successivi sono a carattere memorialistico-biografico, come Książka o Sycylii (Il libro sulla Sicilia) e Książka moich wspomnień (Il libro dei miei ricordi). Nel 1961 esce il film di Jerzy Kawalerowicz Matka Joanna od Aniołów (Madre Giovanna degli Angeli), basato sull'omonimo racconto di Iwaszkiewicz. Nel 1969 traduce Timore e tremore di Kierkegaard. Alla vecchiaia Iwaszkiewicz riserva alcune delle sue più importanti raccolte poetiche come Xenie i elegie (Xenia ed elegie, 1970), Śpiewnik włoski (Canzoniere italiano, 1974) e Mapa pogody (La mappa del tempo, 1977). Nel 1978 Andrzej Wajda porta sullo schermo il racconto Panny z Wilka (Le signorine di Wilko), in un film in cui appare per qualche sequenza lo stesso Iwaszkiewicz. L'anno seguente lo scrittore riceve il Premio Mondello per Ogrody (Giardini) e viene ricevuto da papa Giovanni Paolo II. Il 23 dicembre muore la moglie Anna. Nel gennaio del 1980 parte per Parigi, dove la sua salute peggiora. Muore il 2 marzo a Varsavia. La raccolta di poesie Muzyka wieczorem (Musica di sera) già pronta per la stampa, esce postuma.

## Opere
Poeta, romanziere, drammaturgo e saggista, fin dalla prima giovinezza, Iwaszkiewicz coltivò un cosmopolitismo che lo porterà a frequentare i luoghi e i miti della tradizione culturale europea, intesa nel senso più ampio, e a sviluppare un eccezionale eclettismo sempre dominato dal segno e dalla consapevolezza di una raffinata cultura. Prosatore di rara esattezza e di struggente malinconia, romanziere spesso dedito all'affresco storico, drammaturgo originale alle prese con frammenti di vita di Fryderyk Chopin e Balzac, librettista d'opera per Szymanowski, Iwaszkiewicz iniziò e terminò la sua carriera come poeta di raffinata musicalità, ed è nella poesia che trova la sua originalità e la cifra della sua scrittura. Dagli esordi nei caffè letterari di Varsavia durante il primo dopoguerra fino all'ultima raccolta la poesia di Iwaszkiewicz si caratterizza per uno stile personale che resisterà a mode e correnti e per una poetica che unisce, in un crescente pessimismo per gli esiti della storia, il senso della bellezza del mondo alla percezione acuta della morte e del nulla, con un tenace attaccamento ai valori della cultura che permeano l'orizzonte stesso della realtà.

### Poesie
- Oktostychy (Ottostici), Warszawa 1919
- Dionizje, Warszawa 1922
- Kasydy zakończone siedmioma wierszami (Qaside finite da sette poesie), Warszawa 1925
- Księga dnia i księga nocy (Il libro del giorno e il libro della notte), Warszawa 1929
- Powrót do Europy (Ritorno in Europa), Warszawa 1931
- Lato 1932 (Estate 1932), Warszawa 1933
- Ody olimpijskie (Odi olimpiche), Warszawa 1948
- Warkocz jesieni (La treccia dell'autunno), Warszawa 1954
- Ciemne ścieżki (Sentieri oscuri), Warszawa 1957
- Jutro żniwa (Domani il raccolto), Warszawa 1963
- Krągły rok (L'anno tondo), Warszawa 1967
- Xenie i elegie (Xenia ed elegie), Warszawa 1970
- Śpiewnik włoski (Canzoniere italiano), Warszawa 1974
- Mapa pogody (La mappa del tempo), Warszawa 1977
- Muzyka wieczorem (Musica di sera), Warszawa 1980

### Prose
- Zenobia Palmura, Poznań 1920
- Hilary, syn buchaltera (Hilary, figlio di un contabile), Warszawa 1923
- Ucieczka do Bagdadu (Fuga a Bagdad), Warszawa 1923
- Siedem bogatych miast nieśmiertelnego Kościeja (Le sette ricche città dell'immortale Kościej), Warszawa 1924
- Księżyc wschodzi (Spunta la luna), Warszawa 1925
- Pejzaże sentymentalne (Paesaggi sentimentali), Warszawa 1926
- Zmowa mężczyzn (La congiura degli uomini), Warszawa 1930
- Panny z Wilka (Le signorine di Wilko); Brzezina (Il bosco di betulle), Warszawa 1933
- Czerwone tarcze (Scudi rossi), Warszawa 1934
- Młyn nad Utratą (Il mulino sul fiume Utrata), Warszawa 1936
- Dwa opowiadania (Due racconti), Warszawa 1938
- Pasje błędomierskie (Le passioni di Błędomierz), Warszawa 1938
- Stara Cegielnia – Młyn nad Lutynią (Il vecchio mattonificio – Il mulino sul fiume Lutynia), Warszawa 1946
- Nowa miłość i inne opowiadania (Un nuovo amore e altri racconti), Warszawa 1946
- Nowele włoskie (Racconti italiani), Warszawa 1947
- Wycieczka do Sandomierza (Gita a Sandomierz), Warszawa 1953
- Opowieści zasłyszane (Racconti per sentito dire), Warszawa 1954
- Ucieczka Felka Okonia (La fuga di Felek Okoń), Warszawa 1954
- Sława i chwała (La fama e la gloria), 3 tomi, Warszawa 1956-1962
- Tatarak i inne opowiadania (L'acoro e altri racconti), Warszawa 1960
- Kochankowie z Marony (Gli amanti di Marona), Warszawa 1961
- Heidenreich. Cienie. Dwa opowiadania (Heidenreich. Ombre. Due racconti), Poznań 1964
- Dziewczyna i gołębie (La ragazza e i piccioni), Warszawa 1965
- Opowiadania muzyczne (Racconti musicali), Warszawa 1971
- Sny. Ogrody. Sérénité (Sogni. Giardini. Sérénité), Warszawa 1974
- Noc czerwcowa. Zarudzie. Heydenreich (Notte rossa. Zarudzie. Heydenreich), Warszawa 1976
- Biłek, Kraków 1980

### Spettacoli teatrali
- Karol Szymanowski, Król Roger, 1926 (Libretto). Prima: Varsavia, Teatr Wielki 1926
- Kochankowie z Werony (Gli amanti di Verona). Tragedia romantica in 3 atti, Varsavia 1929. Prima: Varsavia, Teatr Nowy 1930
- Lato w Nohant (Un'estate a Nohant). Commedia in 3 atti, Warszawa 1937. Prima: Varsavia, Teatr Mały 1936
- Maskarada (Un ballo in maschera). Melodramma in 4 atti, Warszawa 1939. Prima: Varsavia, Teatr Polski 1938
- Odbudowa Błędomierza (La ricostruzione di Błędomierz). Pièce in 3 atti, Varsavia 1951. Prima: Cracovia, Teatr Stary 1951
- Wesele pana Balzaka (Le nozze del signor Balzac). Prima: Varsavia, Teatr Kameralny 1959
- Kosmogonia (Cosmogonia). Prima: Varsavia, Teatr Polski 1967

### Saggi, biografie e memorialistica
- Fryderyk Szopen (Chopin), Lwów 1938
- Spotkania z Szymanowskim (Incontri con Szymanowski), Kraków 1947
- Johann Sebastian Bach, Warszawa 1951
- Sprawa pokoju. Wiersze i przemówienia (La questione della pace. Poesie e discorsi), Warszawa 1952
- Cztery szkice literackie (Quattro schizzi letterari), Warszawa 1953
- Listy z podróży do Ameryki Południowej (Lettere di viaggio dall'America del Sud), Kraków 1954
- Książka o Sycylii (Il libro sulla Sicilia), Kraków 1956
- Książka moich wspomnień (Il libro dei miei ricordi), Kraków 1957
- Leon Wójcikowski, [con I. Turska e A. Szyfman], Warszawa 1958
- Gawęda o książkach (Chiacchierata sui libri), Warszawa 1959
- Rozmowy o książkach (Conversazioni sui libri), Warszawa 1961
- Gniazdo łabędzi. Szkice z Danii (Il nido del cigno. Schizzi dalla Danimarca), Warszawa 1962
- Stanisława Wysocka i jei kijowski teatr Studya (Stanisława Wysocka e il suo teatro Studya di Kyiv), Warszawa 1964
- Harnasie Karola Szymanowskiego (Le Harnasie di Karol Szymanowski), Kraków 1964
- O psach, kotach i diabłach (Sui cani, i gatti e i diavoli), Warszawa 1968
- Rozmowy o książkach II (Conversazioni sui libri II), Warszawa 1968
- Ludzie i książki (Persone e libri), Warszawa 1971
- Petersburg, Warszawa 1976
- Podróże do Polski (Viaggi in Polonia), Warszawa 1977
- Podróże do Włoch (Viaggi in Italia), Warszawa 1977
- Szkice o literaturze skandynawskiej (Schizzi di letteratura scandinava), Warszawa 1977
- Listy do Felicji (Lettere a Felicja), Warszawa 1979

### Opere in lingua italiana
- Jarosław Iwaszkiewicz, Le signorine di Wilko, Garzanti, Milano 1961, e Ponte Sisto, Roma, 2010
- Jarosław Iwaszkiewicz, Poesie scelte (a cura di Irena Conti), Associazione Italia-Polonia, Roma, 1979
- Jarosław Iwaszkiewicz, Madre Giovanna degli Angeli - Gli amanti di Marona - Quarta sinfonia, Mursia, Milano 1981
- Jarosław Iwaszkiewicz, Giardini, Editori Riuniti, 1979
- Jaroslaw Iwaszkiewicz, Chopin, Editori Riuniti, Roma 1981 (rist. Studio Tesi, Pordenone 1991)
- Jaroslaw Iwaszkiewicz, La mappa del tempo. Poesie scelte (a cura di Francesco Groggia), Ponte Sisto, Roma, 2010
- Jarosław Iwaszkiewicz, Il ritorrno di Proserpina. Hotel Minerva, dalle Novelle italiane, Metauro, Pesaro, 2012.
- Jaroslaw Iwaszkiewicz, Un sogno di fiori e bagliori. Giorni in Sicilia, Mesogea, Messina, 2013
- Jaroslaw Iwaszkiewicz, Novelle Italiane, 21 Editore, Palermo, 2014
- Jaroslaw Iwaszkiewicz, Canzoniere italiano (Śpiewnik włoski) Tradotto e curato da Joanna Szymanowska, Firenze. LoGisma, 2020